# Татчелл, Терри
Терри Татчелл (англ. Terri Tatchell; родилась в 1978 году) — канадская сценаристка, наиболее известна как соавтор сценария к фильму «Район № 9». Была номинирована на «Оскар» за «Лучший адаптированный сценарий» на 82-й церемонии церемонии вручения премии «Оскар».

## Карьера
В 2001 году Терри Татчелл окончила «Ванкуверскую киношколу для писания сценариев для фильмов и телепередач». Она начала свою карьеру сценариста в 2006 году с написания сценария к короткометражному боевику «Жёлтый наркоцвет» под руководством её мужа Нила Бломкампа.
В 2008 году Татчелл, совместно с Бломкампом, написала сценарий для научно-фантастического фильма «Район № 9», который был издан в 2009 году. С тех пор её работа над «Районом № 9» накопила большое количество номинаций, номинацию на «Оскар» за «Лучший адаптированный сценарий» и на премию «Сатурн».
В 2009 году она получила «премию Рэя Брэдбери» от Американской ассоциации писателей-фантастов за её работу над сценарием.

## Личная жизнь
Терри замужем за южноафриканским режиссёром Нилом Бломкампом. Вместе растят дочь Терри от первого брака Кэссиди Уиткрофт.

## Фильмография
- «Жёлтый наркоцвет» / Adicolor Yellow (2006)
- «Район № 9» / District 9 (2009)
- «Робот по имени Чаппи» / Chappie (2015)